# Itaubal
Itaubal, amtlich portugiesisch Município de Itaubal, ist eine Kleinstadt im brasilianischen Bundesstaat Amapá in der Região Norte. Sie liegt am Amazonas-Delta und ist rund 80 km von der Hauptstadt Macapá entfernt. Die Bevölkerungszahl wurde 2024 auf 6043 Einwohner geschätzt. Die Einwohner, die auf dem etwa 1623 km² großen Gebiet leben, werden Itaubenser (portugiesisch itaubenses) genannt. Die Bevölkerungsdichte lag 2022 bei 3,5 Personen pro km².

## Geographie
Die Landschaft und Biom sind vorwiegend durch Amazonischen Regenwald geprägt. Im Süden wird das Gemeindegebiet durch das Amazonas-Delta begrenzt. Das Klima ist tropisch nach der Klimaklassifikation nach Köppen und Geiger Am/Af. Die Durchschnittstemperatur beträgt 27 °C. Es gibt viel Niederschlag und wenige Trockenperioden.

## Geschichte
1988 wurde die Siedlung zu einem Distrikt von Macapá, 1991 erfolgte eine Volksabstimmung zur Selbständigwerdung, die am 1. Mai 1992 zur Stadtgründung als Munizip führte.
2017 änderte das Instituto Brasileiro de Geografia e Estatística die Zuordnung zu geostatistischen Regionen und teilte die Gemeinde der Região geográfica imediata Macapá und der Região geográfica intermediária Macapá zu.

## Stadtverwaltung
Exekutive: Bei der Kommunalwahl 2016 wurde Victor Hugo Lopes Rodrigues Stadtpräfekt (Bürgermeister) für die Amtszeit von 2017 bis 2020, der für den Partido do Movimento Democrático Brasileiro (PMDB) angetreten war.
Ihm folgte von 2021 bis 2024 José Serafim Picanço Filho und ab 2025 Jaisom da Costa Picanço.

## Lebensstandard
Der Index der menschlichen Entwicklung für Städte, abgekürzt HDI (portugiesisch: IDH-M), lag 1991 bei dem sehr niedrigen Wert von 0,268, im Jahr 2000 bei dem als niedrig eingestuften Wert von 0,415, im Jahr 2010 bei dem niedrigen Wert von 0,576.

## Bevölkerungsentwicklung
| Jahr | Einwohner | Stadt | Land |
| --- | --------- | ----- | ---- |
| 1991 | 1003      | 340   | 663  |
| 2000 | 2894      | 1156  | 1738 |
| 2010 | 4265      | 1754  | 2511 |
| 2019 | 5503      | ?     | ?    |
| Die zur Anzeige dieser Grafik verwendete Erweiterung wurde dauerhaft deaktiviert. Wir arbeiten aktuell daran, diese und weitere betroffene Grafiken auf ein neues Format umzustellen. (Mehr dazu) |           |       |      |

Quelle: IBGE (2011)

## Ethnische Zusammensetzung
Ethnische Gruppen nach der statistischen Einteilung des IBGE (Stand 2000 mit 2894 Einwohnern, Stand 2010 mit 4265 Einwohnern):
| Gruppe      | Anteil 2000 | Anteil 2010 | Anmerkung                        |
| ----------- | ----------- | ----------- | -------------------------------- |
| Brancos     | 420         | ▲ 748       | Weiße, Nachfahren von Europäern  |
| Pardos      | 1556        | ▲ 3144      | Mischrassige, Mulatten, Mestizen |
| Pretos      | 712         | ▼ 323       | Schwarze                         |
| Amarelos    | 4           | ▲ 42        | Asiaten                          |
| Indígenas   | 23          | ▼ 7         | indigene Bevölkerung             |
| ohne Angabe | 179         | –           |                                  |

Quelle: SIDRA